# HD137193
HD137193 — хімічно пекулярна зоря спектрального класу B9, що має видиму зоряну величину в смузі V приблизно  7,4.
Вона  розташована на відстані близько 851,6 світлових років від Сонця.

## Пекулярний хімічний склад
Зоряна атмосфера HD137193 має підвищений вміст 
Si
.

## Магнітне поле
Спектр даної зорі вказує на наявність магнітного поля у її зоряній атмосфері.
Напруженість повздовжної компоненти поля оціненої з аналізу
становить  679,8± 220,7 Гаус.